# Dip 'Em and Do 'Em, Ltd.
Dip 'Em and Do 'Em, Ltd. è un cortometraggio muto del 1914 diretto da W.P. Kellino.

## Trama
Dei vagabondi mettono a punto un sistema per lavare i panni in modo da poter derubare i clienti.

## Produzione
Il film fu prodotto dalla EcKo.

## Distribuzione
Distribuito dall'Universal Pictures, il film - un cortometraggio di 120 metri - uscì nelle sale cinematografiche britanniche nel giugno 1914.